# Joseph Parker
Joseph Dennis Parker (Auckland, 9 januari 1992) is een Nieuw-Zeelands bokser met Samoaanse roots. Hij vecht in de zwaargewichtklasse. Hij is de voormalige WBO-titelhouder in het zwaargewicht.

## Amateurcarrière
Parker begon op jonge leeftijd met boksen. Als amateur behaalde hij in 2010 een zilveren medaille bij de Olympische Jeugdspelen en brons op het Wereld Jeugdkampioenschap. Op 20-jarige leeftijd maakt hij de overstap naar de profs.

## Profcarrière
Op 5 juli 2012 maakt Parker zijn profdebuut. Hij wint op TKO in de tweede ronde van landgenoot Dean Garmonsway. In zijn zesde profpartij verslaat hij de Zuid-Afrikaanse bokslegende Francois Botha op KO in de tweede ronde. In zijn zevende gevecht wint hij de Nieuw-Zeelandse zwaargewichttitel. In zijn negende gevecht wint hij de WBO Oriental-zwaargewichttitel, door de Amerikaan Brian Minto te verslaan. Deze titel zou hij tienmaal met succes verdedigen.

### Wereldtitel
Op 10 december 2016 krijgt Parker zijn eerste kans op een wereldtitel. Hij vecht in zijn geboortestad Auckland tegen de ongeslagen Mexicaan Andy Ruiz Jr. Na een gelijk opgaand gevecht wordt Parker door twee van de drie juryleden aangewezen als winnaar en hij wint hiermee de WBO-zwaargewichttitel.

## Persoonlijk
De ouders van Parker zijn geboren in Samoa. Hij is trots op zijn Samoaanse afkomst en betreedt vaak met Samoaanse muziek de ring. Hij is vader van een dochter. Zijn jongere broer John Parker is ook een profbokser.